# Geoffrey Moïse
Pas d'image ? Cliquez ici

a Compétitions nationales et continentales officielles uniquement.

b Matchs officiels uniquement.
Dernière mise à jour le 13 juin 2025.
Geoffrey Moïse, né le 20 août 1991 à Sarrance (Pyrénées-Atlantiques), est un joueur international portugais de rugby à XV évoluant au poste de pilier.

## Biographie

### Carrière en club
Originaire de Sarrance dans les Pyrénées-Atlantiques, Geoffrey Moïse commence à jouer au rugby avec l'US aspoise (Bedous). Il passe ensuite une saison au FC Oloron avant de rejoindre le centre de formation de la Section paloise en 2009,.
Il fait ses débuts professionnels avec la Section en Pro D2 en août 2013 contre le FC Auch. En 2015, son club est sacré champion de France et accède au Top 14. Polyvalent entre les postes de pilier gauche et droit, il se fixe à gauche au fil de sa carrière,,.
Après avoir joué 102 matchs avec la Section paloise, il quitte le club à la fin de son contrat, à l'issue de la saison 2020-2021. 
Dans la foulée de son départ, il s'engage avec le RC Narbonne en Pro D2. Il passe quatre saisons du côté de l'Aude avant de mettre un terme à sa carrière de joueur à l'été 2025.

### Carrière en équipe nationale
Geoffrey Moïse évolue avec la sélection du Portugal entre 2020 et 2022,.

## Palmarès
- Vainqueur du Championnat de France de 2e division en 2015 avec la Section paloise.